# 宇都宮市立横川東小学校
宇都宮市立横川東小学校（うつのみやしりつ よこかわひがししょうがっこう）とは、栃木県宇都宮市下栗町にある公立小学校。

## 概要
1873年に下栗村（現・宇都宮市）に下栗学舎として創設された。2021年現在で創立148年を迎えている。全校児童767人、学級数は27。市の中心部に位置し，自然環境に恵まれた田園地帯にある。通学区域には平成通り等の主要道路が通っている。

## 沿革
- 2003年（明治6年）6月 - 下栗村の下栗屏風内に下栗学舎として創設
- 1880年（明治13年）4月 - 下栗学校と改称
- 1885年（明治18年）4月 - 宿郷尋常小学校下栗分教室となる
- 1889年（明治22年）4月 - 上横田尋常小学校下栗分教室となる
- 1890年（明治23年）4月 - 横川村立下栗尋常小学校となる
- 1903年（明治36年）5月 - 現在地に新築移転
- 1941年（昭和16年）4月 - 横川村立東国民学校と改称
- 1954年（昭和29年）9月25日 - 横川村が宇都宮市に編入合併のため宇都宮市立横川東小学校と改称
- 1979年（昭和54年） - 新校舎、プール設立
- 2009年（平成21年） - エアコン設置

## 教育目標
- 素直で思いやりのある子(なかよく)
- よく学び工夫する子(まなび)
- 健康でたくましい子(あそび)
- 進んでやりぬく子(がんばる)

## 通学区域
- 宇都宮市
  - 東簗瀬1丁目の一部、下栗町の一部、下栗1丁目の一部、平松本町の一部[1]